# San Juan River
San Juan River er en østlig biflod til Colorado River og ligger i den sydvestlige del af USA. Den er 644 km lang, og løber fra den sydlige del af delstaten Colorado og er indenom New Mexico. I Utah løber ud i Colorado River ved den kunstige sø Lake Powell, som dannes af Glen Canyon-dæmningen. Floden afvander et område på 64.560 km² og løber fra øst mod vest i Rocky Mountains. Ved floden ligger Goosenecks State Park som er en kendt turistattraktion med blandt andet den markante Mexican Hat.